# Napoli 51
Napoli 51 è il secondo album in studio del rapper italiano Nicola Siciliano, pubblicato il 30 ottobre 2020 con doppia etichetta Sony Music e RCA Records.

## Descrizione
Napoli 51 è il primo disco fisico di Nicola Siciliano. Il progetto è stato anticipato il 14 agosto 2020 dall'uscita di Napoli 51: Primo contatto, una versione digitale del primo album in studio del rapper contenente 14 tracce. In Napoli 51 vi sono 12 inediti e le 14 tracce del Primo contatto, per un totale di 26 brani, la cui produzione è, per la maggior parte dei brani, a cura dello stesso Nicola.
La pubblicazione del disco è stata anticipata dal singolo Resta cu me con Ketama126, il 27 ottobre 2020.

## Tracce
1. Aurora boreale (feat. Vegas Jones) – 3:23
2. Collane (feat. Nitro) – 3:42
3. Resta cu me (feat. Ketama126) – 3:38
4. Sona (feat. Clementino) – 3:09
5. Collera (feat. Rocco Hunt e Valerio Nazo) – 2:54
6. Zen – 2:29
7. Ora d'aria – 2:04
8. Rimm che succies – 3:36
9. Stasera – 2:49
10. Auschwitz – 2:19
11. Riman – 3:40
12. Ragazzi fuori – 2:33
13. Intro – 1:50
14. Alta marea – 2:20
15. Semp cu me – 3:10
16. Garfield – 1:51
17. Sole – 2:30
18. Gonfie vele – 3:39
19. Tomorrow – 2:28
20. Io e te (feat. Clara) – 3:52
21. Proprio a me (feat. Enzo Dong) – 3:28
22. Slide (passo dopo passo) (feat. Mida) – 2:48
23. Sconosciuta a caso (feat. Lil Busso) – 2:55
24. Mambo (feat. Sick Luke) – 2:27
25. Trip (feat. Nayt) – 3:44
26. MVMA – 3:56

## Formazione
Musicisti
- Nicola Siciliano – voce
- Vegas Jones – voce aggiuntiva (traccia 1)
- Nitro – voce aggiuntiva (traccia 2)
- Ketama126 – voce aggiuntiva (traccia 3)
- Clementino – voce aggiuntiva (traccia 4)
- Rocco Hunt – voce aggiuntiva (traccia 5)
- Clara – voce aggiuntiva (traccia 20)
- Enzo Dong – voce aggiuntiva (traccia 21)
- Mida – voce aggiuntiva (traccia 22)
- Lil Busso – voce aggiuntiva (traccia 23)
- Nayt – voce aggiuntiva (traccia 25)

Produzione
- Nicola Siciliano – produzione (tracce 1-4, 6-15, 18-20 e 25)
- Enrico Brun – produzione (tracce 1, 3, 4, 6-10, 15, 19, 20 e 23)
- Valerio Nazo – produzione (traccia 5)
- Andry The Hitmaker – produzione (traccia 16)
- 2nd Roof – produzione (traccia 17)
- La Luna Nera – produzione (traccia 21)
- Chakra – produzione (traccia 22)
- Lax – produzione (traccia 22)
- Il Maestro – produzione (traccia 23)
- Sick Luke – produzione (traccia 24)
- Whizy – produzione (traccia 26)

## Classifiche
| Classifica (2020) | Posizione massima |
| ----------------- | ----------------- |
| Italia            | 9                 |